# 长坝镇 (思南县)
长坝镇，是中华人民共和国贵州省铜仁市思南县下辖的一个乡镇级行政单位。
2013年5月21日，贵州省人民政府批复同意撤销长坝苗族土家族乡，设置长坝镇，镇人民政府驻长坝社区。

## 行政区划
长坝镇下辖以下地区：
长坝社区、刘场平村、枫香坨村、周坝村、龙门村、三合场村、谢窝沟村、张家湾村、碑记坳村、余溪村、丁家山村、尖山村、长青村、万古村和太平村。